# Bennelong SwissWellness Cycling Team
Bennelong SwissWellness Cycling Team is een Australische wielerploeg. De ploeg bestaat sinds 2008.  Bennelong SwissWellness komt uit in de continentale circuits van de UCI. Andrew Christie-Johnston is de manager van de ploeg.
De ploeg bestaat voornamelijk uit Australische renners en rijdt vooral wedstrijden in Oceanië en Azië.
Richie Porte reed tussen 2008 en 2009 voor het team.

## 2018

### Transfers
| Inkomend                   | Team 2016              | Uitgaand           | Team 2017       |
| -------------------------- | ---------------------- | ------------------ | --------------- |
| Alastair Christie-johnston | Neo                    | Jeremy Cameron     | ?               |
| Brendon Davids             | ?                      | Robbie Hucker      | Team Ukyo       |
| Alexander Porter           | ?                      | Jesse Kerrison     | gestopt         |
| Dylan Sunderland           | NSW Institute of Sport | Patrick Lane       | ?               |
| Ayden Toovey               | NSW Institute of Sport | Neil Van Der Ploeg | Madison-Genesis |
| Steele Von Hoff            | ONE Pro Cycling        |                    |                 |
| Tristan Ward               | ?                      |                    |                 |

### Renners
| Naam                       | Geboortedatum | Nationaliteit | Ploeg 2017             |
| -------------------------- | ------------- | ------------- | ---------------------- |
| Cameron Bayly              | 11-10-1990    | Australië     |                        |
| Scott Bowden               | 04-04-1995    | Australië     |                        |
| Alastair Christie-johnston | 29-03-1998    | Australië     | Neo                    |
| Joseph Cooper              | 27-12-1985    | Nieuw-Zeeland |                        |
| Sam Crome                  | 16-12-1993    | Australië     |                        |
| Brendon Davids             | 04-12-1993    | Zuid-Afrika   | ?                      |
| Nathan Elliott             | 15-12-1990    | Australië     |                        |
| Michael Freiberg           | 10-10-1990    | Australië     |                        |
| Anthony Giacoppo           | 13-05-1986    | Australië     |                        |
| Chris Harper               | 23-11-1993    | Australië     |                        |
| Sean Lake                  | 06-12-1991    | Australië     |                        |
| Jason Lea                  | 25-06-1996    | Australië     |                        |
| Alexander Porter           | 13-05-1996    | Australië     | Neo                    |
| Timothy Roe                | 28-10-1989    | Australië     |                        |
| Scott Sunderland           | 16-03-1988    | Australië     |                        |
| Dylan Sunderland           | 26-02-1996    | Australië     | NSW Institute of Sport |
| Ayden Toovey               | 08-11-1995    | Australië     | NSW Institute of Sport |
| Steele Von Hoff            | 31-12-1987    | Australië     | ONE Pro Cycling        |
| Tristan Ward               | 1995          | Australië     | ?                      |

### Overwinningen
| Wedstrijd | Datum | Categorie | Winnaar |
| --------- | ----- | --------- | ------- |

## 2015

### Selectie
| Naam                  | Geboortedatum     | Nationaliteit | Ploeg 2014                  |
| --------------------- | ----------------- | ------------- | --------------------------- |
| Patrick Bevin         | 15 februari 1991  | Nieuw-Zeeland | Health.com.au-search2retain |
| Jason Chistie         | 22 december 1990  | Nieuw-Zeeland | CCN Cycling Team            |
| Joseph Cooper         | 27 december 1985  | Nieuw-Zeeland |                             |
| Tom Davison           | 5 januari 1990    | Nieuw-Zeeland | Scotty Brown-Vision Systems |
| Benjamin Dyball       | 20 april 1989     | Australië     |                             |
| Anthony Giacoppo      | 13 mei 1986       | Australië     |                             |
| Fraser Gough          | 9 februari 1993   | Nieuw-Zeeland | Team 3M (stagiair)          |
| Regan Gough           | 6 oktober 1996    | Nieuw-Zeeland | onbekend                    |
| Taylor Gunman         | 14 maart 1991     | Nieuw-Zeeland |                             |
| Cameron Karwowski     | 3 april 1991      | Nieuw-Zeeland | Veranclassic-Doltcini       |
| Scott Law             | 9 maart 1991      | Australië     |                             |
| Mitchell Lovelock-Fay | 12 januari 1992   | Australië     |                             |
| Luke Mudgway          | 12 juni 1996      | Nieuw-Zeeland | onbekend                    |
| Mark O'Brien          | 16 september 1987 | Australië     |                             |
| Patrick Shaw          | 19 februari 1986  | Australië     | Satalyst Giant Racing Team  |
| Neil Van der Ploeg    | 23 september 1987 | Australië     |                             |

## 2014

### Selectie
| Naam                        | Geboortedatum     | Nationaliteit | Ploeg 2013               |
| --------------------------- | ----------------- | ------------- | ------------------------ |
| Jack Beckinsale             | 27 mei 1993       | Australië     |                          |
| Matthew Clark (vanaf 01/05) | 31 juli 1991      | Australië     | Neo                      |
| Joseph Cooper               | 27 december 1985  | Nieuw-Zeeland |                          |
| Sam Davis                   | 20 augustus 1991  | Australië     |                          |
| Aaron Donnelly              | 27 februari 1991  | Australië     |                          |
| Benjamin Dyball             | 20 april 1989     | Australië     |                          |
| Luke Fetch                  | 6 juli 1990       | Australië     | Neo                      |
| Campbell Flakemore          | 6 augustus 1992   | Australië     |                          |
| Anthony Giacoppo            | 13 mei 1986       | Australië     |                          |
| Taylor Gunman               | 14 maart 1991     | Nieuw-Zeeland | Neo                      |
| Jack Haig                   | 6 september 1993  | Australië     |                          |
| Brenton Jones               | 12 december 1991  | Australië     |                          |
| Scott Law                   | 9 maart 1991      | Australië     | Geen                     |
| Mitchell Lovelock-Fay       | 12 januari 1992   | Australië     | Christina Watches-Onfone |
| Mark O'Brien                | 16 september 1987 | Australië     | Team Raleigh             |
| Thomas Robinson             | 30 november 1989  | Australië     |                          |
| Neil Van der Ploeg          | 23 september 1987 | Australië     | Neo                      |